# Brillantaisia vogeliana
Espèce
Synonymes
- Brillantaisia molleri Lindau[1]
- Brillantaisia preussii Lindau[1]
- Brillantaisia schumanniana Lindau[1]
- Leucorhaphis vogeliana Nees[1]

Brillantaisia vogeliana (Nees) Benth. est une espèce de plantes à fleurs de la famille des Acanthaceae et du genre Brillantaisia. C'est une plante herbacée présente en Afrique tropicale.

## Description
C'est une herbe dressée.

## Distribution
On la trouve du Ghana au Soudan, ainsi qu'à l'ouest du Kenya.

## Utilisation
La plante est utilisée comme un laxatif léger. Certaines femmes enceintes en consomment les feuilles pour accroître le débit urinaire.